# Varanus reisingeri
Varanus reisingeri  (лат.) — вид ящериц из семейства варанов.

## Описание

### Внешний вид
Некрупный стройный древесный варан. Может достигать длины от кончика морды до клоаки 30 см и общей длины 80 см. Как и многие древесные вараны, Varanus reisingeri обладает длинным цепким хвостом, который помогает ему при лазании по деревьям.
Этот варан отличается от близкородственных видов, таких как смарагдовый варан (Varanus prasinus) и варан Макрея (V. macraei), чёрной окраской спины с рисунком, состоящим из ярко-желтых пятен и глазков, расположенных в 16 поперечных рядов. Окраска брюшной стороны — от жёлтой до белесоватой.

### Распространение
Ареал Varanus reisingeri ограничен островом Мисоол, расположенным к юго-западу от полуострова Вогелькоп Новой Гвинеи, Индонезия.

### Образ жизни
Об образе жизни и экологии этого вида известно довольно мало. Как и близкородственные виды, Varanus reisingeri обитает в тропических лесах, где держится преимущественно в кронах деревьев. Активность дневная. Питается в основном насекомыми и другими беспозвоночными, может поедать мелких позвоночных.
В неволе по данным Jacobs (2008) самка откладывает несколько кладок величиной до 4 яиц. При инкубации яиц во влажном вермикулите (при температуре около 29 °C) молодые появлялись через 175 дней. Длина тела новорожденных от 220 до 245 мм, масса — от 10 до 12,5 г.

## Классификация
Varanus reisingeri относится к подроду Euprepiosaurus. Вместе с родственными видами (V. boehmei, V. bogerti, V. keithhornei, V. kordensis, V. macraei, V. prasinus, V. telenesetes) образует комплекс видов V. prasinus.